# St. Elizabeth (Missouri)
Pour les articles homonymes, voir Sainte-Élisabeth (homonymie).
St. Elizabeth est un village du comté de Miller, dans le Missouri, aux États-Unis,. Situé à l'est du comté, il est incorporé en 1948. En 2016, sa population est estimée à 343 habitants.

## Démographie
Lors du recensement de 2010, le village comptait une population de 336 habitants. Elle est estimée, en 2016, à 343 habitants.

## Source de la traduction
- (en) Cet article est partiellement ou en totalité issu de l’article de Wikipédia en anglais intitulé « St. Elizabeth, Missouri » (voir la liste des auteurs).